# Pietrówka (gromada)
Pietrówka – dawna gromada, czyli najmniejsza jednostka podziału terytorialnego Polskiej Rzeczypospolitej Ludowej w latach 1954–1972.
Gromady, z gromadzkimi radami narodowymi (GRN) jako organami władzy najniższego stopnia na wsi, funkcjonowały od reformy reorganizującej administrację wiejską przeprowadzonej jesienią 1954 do momentu ich zniesienia z dniem 1 stycznia 1973, tym samym wypierając organizację gminną w latach 1954–1972.
Gromadę Pietrówka z siedzibą GRN w Pietrówce (w obecnym brzmieniu Piotrówka) utworzono – jako jedną z 8759 gromad na obszarze Polski – w powiecie strzeleckim w woj. opolskim, na mocy uchwały nr VII/30/54 WRN w Opolu z dnia 4 października 1954. W skład jednostki weszły obszary dotychczasowych gromad Pietrówka, Łaziska, Wierchlesie i Barut ze zniesionej gminy Jemielnica w tymże powiecie. Dla gromady ustalono 27 członków gromadzkiej rady narodowej.
31 grudnia 1961 z gromady Pietrówka wyłączono przysiółki Dębnik i Kąty, włączając je do osiedla Zawadzkie w  tymże powiecie.
Gromadę zniesiono 1 stycznia 1969, a jej obszar włączono do gromady Jemielnica w tymże powiecie.